# Ochrota unicolor
Ochrota unicolor là một loài bướm đêm thuộc phân họ Arctiinae, họ Erebidae.